# Kremin Krementsjoek
MFK Kremin Krementsjoek (Oekraïens: ФК Кремінь Кременчук) is een Oekraïense voetbalclub uit Krementsjoek.
De club werd in 1959 opgericht als Torpedo en veranderde een jaar later in Dnipro. Sinds 1985 heeft de club de naam Kremin. De club begon na het uiteenvallen van de Sovjet-Unie op het hoogste Oekraïense niveau. In 1997 degradeerde Kremin uit de Vysjtsja Liha. Na twee seizoenen degradeerde de club ook uit de Persja Liha en ging snel failliet.
In 2003 werd een nieuwe club opgericht als MFK Kremin Krementsjoek en na twee seizoenen op regionaal niveau keerde de club in 2005 terug in de Droeha Liha. In 2017 promoveerde de club maar degradeerde in 2018 weer. In 2019 promoveerde Kremin als kampioen weer naar de Persja Liha. In 2024 degradeerde de club weer terug in de Droeha Liha, echter door de terugtrekking van een drietal clubs mocht Kremin in de Persja Liha blijven.

## Bekende (ex-)spelers
- Roman Bezoes (2006-2008) + jeugd

## Historische namen
- 1959-1960: Torpedo
- 1960-1985: Dnipro
- 1985-2000: FK Kremin
- 2003-heden: MFK Kremin